# Сакне
Сакне́ (фр. Sacquenay) — коммуна во Франции, находится в регионе Бургундия. Департамент коммуны — Кот-д’Ор. Входит в состав кантона Селонже. Округ коммуны — Дижон.
Код INSEE коммуны — 21536.

## Население
Население коммуны на 2010 год составляло 262 человека.
| 1962 | 1968 | 1975 | 1982 | 1990 | 1999 | 2010 |
| ---- | ---- | ---- | ---- | ---- | ---- | ---- |
| 326  | 318  | 301  | 276  | 224  | 265  | 262  |

## Экономика
В 2010 году среди 160 человек трудоспособного возраста (15—64 лет) 121 были экономически активными, 39 — неактивными (показатель активности — 75,6 %, в 1999 году было 74,2 %). Из 121 активных жителей работали 111 человек (62 мужчины и 49 женщин), безработных было 10 (3 мужчин и 7 женщин). Среди 39 неактивных 11 человек были учениками или студентами, 22 — пенсионерами, 6 были неактивными по другим причинам.

## География
Особенностью расположения коммуны является близость границ трёх департаментов: Марна Верхняя, Кот-д’Ор, Сона Верхняя; а также трёх регионов: Бургундия, Шампань-Арденны и Франш-Конте.

## История
На территории коммуны присутствуют значительные следы построек древних римлян, недалеко проходит Агриппиева дорога (fr:Via Agrippa)
В 1636 году поселение было практически разрушено fr:Matthias Gallas.